# Passiflora micropetala
Passiflora micropetala är en passionsblomsväxtart som beskrevs av Maxwell Tylden Masters. Passiflora micropetala ingår i släktet passionsblommor, och familjen passionsblomsväxter. Inga underarter finns listade i Catalogue of Life.